# Região de Sahtu
A Região de Sahtu é uma das 5 regiões administrativas dos Territórios do Noroeste, Canadá. A região consiste em 5 comunidades, com sede localizada em Norman Wells. Com exceção de Norman Wells, todas as outras comunidades são consideradas Primeiras Nações.

## Comunidades
- Colville Lake
- Charter Community of Deline
- Charter Community of K'asho Got'ime
- Norman Wells
- Tulita

## Ligações Externas
- Região de Sahtu